# 近鸭嘴龙属
近鸭嘴龙属（学名：Plesiohadros）是一属已灭绝的鸭嘴龙超科恐龙。它已知于部分含有颅骨的骨骼，收集于蒙古南部坎潘阶德加多克塔组的Alag Teg地。模式种是德加多克塔近鸭嘴龙（Plesiohadros djadokhtaensis）。